# Blacksville (Virginia Occidental)
Blacksville es un pueblo ubicado en el condado de Monongalia en el estado estadounidense de Virginia Occidental. En el Censo de 2010 tenía una población de 171 habitantes y una densidad poblacional de 214,36 personas por km².

## Geografía
Blacksville se encuentra ubicado en las coordenadas 39°42′56″N 80°12′53″O / 39.71556, -80.21472. Según la Oficina del Censo de los Estados Unidos, Blacksville tiene una superficie total de 0.8 km², de la cual 0.77 km² corresponden a tierra firme y (2.92%) 0.02 km² es agua.

## Demografía
Según el censo de 2010, había 171 personas residiendo en Blacksville. La densidad de población era de 214,36 hab./km². De los 171 habitantes, Blacksville estaba compuesto por el 97.08% blancos, el 0% eran afroamericanos, el 0% eran amerindios, el 0% eran asiáticos, el 0% eran isleños del Pacífico, el 0% eran de otras razas y el 2.92% pertenecían a dos o más razas. Del total de la población el 0% eran hispanos o latinos de cualquier raza.